# José Antonio Galilea
José Antonio Galilea Vidaurre (Santiago, 19 de noviembre de 1961) es un técnico agrícola, empresario, consultor y político chileno, miembro de Renovación Nacional (RN). Se desempeñó como ministro de Agricultura durante el primer gobierno del presidente Sebastián Piñera, entre 2010 y 2011. Desde marzo de 2018 hasta marzo de 2022, ejerció como presidente del directorio del Centro de Información de Recursos Naturales (CIREN), bajo la segunda administración de Piñera.
A partir del llamado retorno a la democracia, en marzo de 1990, ejerció como diputado de la República en representación del antiguo distrito n° 49, el cual incluía las comunas de Curacautín, Galvarino, Lautaro, Lonquimay, Melipeuco, Perquenco, Victoria y Vilcún, en la Región de La Araucanía; durante cuatro periodos legislativos consecutivos hasta marzo de 2006.

## Familia y estudios
Nació del matrimonio conformado por José Galilea y Rosista Vidaurre. Sus estudios primarios y secundarios los realizó en el Colegio del Verbo Divino de Santiago y los superiores, en el Instituto Nacional de Capacitación Profesional (Inacap), también de la capital.
Una vez egresado como técnico agrícola con especialidad en ganadería, se desempeñó como empresario agrícola, dedicándose a la comercialización de productos, maquinarias e insumos para el rubro. En el año 1982 se radicó en la localidad de Victoria, en la zona centro-sur del país.
Está casado con la química farmacéutica Lorena Oyarce Carrillo, con quien es padre de cuatro hijos,Catalina, José Antonio, Juan Pablo y Raimundo.

## Trayectoria política

### Inicios
En 1987, participó en la fundación del partido Renovación Nacional (RN) en la comuna de Victoria, ocupando importantes cargos en la colectividad. En 1989, fue elegido vicepresidente regional de su partido y luego, asumió como presidente en dicha comuna.

### Diputado
En las elecciones parlamentarias de 1989, presentó su postulación como diputado en representación del distrito n° 49, correspondiente a las comunas de Curacautín, Galvarino, Lautaro, Lonquimay, Melipeuco, Perquenco, Victoria y Vilcún (Región de La Araucanía), por período legislativo 1990-1994. Obtuvo, 14.024 votos, correspondientes al 21,25% del total de los sufragios válidamente emitidos. En este periodo integró las comisiones permanentes de Agricultura, Desarrollo Rural y Marítimo; y la Comisión Especial sobre Pueblos Indígenas.
En 1991 fue miembro de la comisión política de RN.
En las elecciones parlamentarias de 1993, obtuvo su reelección por el mismo distrito n° 49, por el periodo 1994-1998. Obtuvo 18.773 votos, equivalentes a 28,60% del total de los sufragios válidos. Entonces fue miembro de las comisiones permanentes de Agricultura, Desarrollo Rural y Marítimo; de Recursos Naturales; y de Trabajo y Seguridad Social.
En las elecciones parlamentarias de 1997, fue reelecto nuevamente, por el periodo 1998-2002, alcanzando la primera mayoría en el distrito n° 49, con 13.596 votos, que corresponden al 23,93% del total de los sufragios válidos. Esta vez formó parte de la Comisión Permanente de Agricultura, Silvicultura y Pesca.
Finalmente, en las elecciones parlamentarias de 2001, fue reelecto por última vez, para el periodo 2002-2006, manteniendo la primera mayoría con 16.764 votos, equivalentes al 26,41% del total de sufragios válidamente emitidos. Participó en las comisiones permanentes de Hacienda; de Economía; y de Agricultura, Silvicultura y Desarrollo Rural. También, fue miembro de las comisiones investigadoras sobre la Concentración Económica en Chile; y sobre irregularidades en el Servicio de Aduana de Los Andes. Además de la Comisión Especial de la Pequeña y Mediana Empresa.

### Post diputación
Terminado este último periodo, decidió alejarse del Congreso Nacional y dedicarse a emprendimientos ganaderos y agrícolas en la Región de La Araucanía. Paralelamente, mantuvo sus vínculos con dirigentes agrícolas y gremialistas de la zona, se integró al Consejo Estratégico de la Agencia de Desarrollo Regional de La Araucanía y participó en los Encuentros Empresariales de La Araucanía (ENELA).
El 2 de julio de 2008, pasó a formar parte del directorio de la estatal Televisión Nacional de Chile (TVN) por un periodo de ocho años, permaneciendo en el cargo hasta el 11 de marzo de 2010. Además, asumió como miembro de la junta directiva de la Universidad Autónoma de Chile y formó una empresa de asesorías que prestó servicios al entonces alcalde de la Municipalidad de Temuco, Miguel Becker (periodo 2008-2011).

### Primer gobierno de Piñera
En febrero de 2010 fue nombrado como ministro de Agricultura por el presidente electo Sebastián Piñera, responsabilidad que asumió un mes después, con el inicio formal del gobierno. Previo a asumir las responsabilidades de dicha cartera, abandonó todos los cargos anteriormente citados.
Al frente de esa cartera le tocó encarar, durante 2011, la sequía que ese año afectó al país. Renunció al cargo el 29 de diciembre de ese año argumentando razones personales, siendo sucedido por Luis Mayol.

### Segundo gobierno de Piñera
En marzo de 2018, dentro del marco del segundo gobierno de Sebastián Piñera, fue designado como presidente del Centro de Información de Recursos Naturales (CIREN), organismo dependente del Ministerio de Agricultura. De forma paralela a esa actividad, en agosto de 2019, asumió como rector de la Universidad Autónoma de Chile, cargo que ejerció hasta septiembre de 2020.

## Historial electoral

### Elecciones parlamentarias de 1989
- Elecciones parlamentarias de 1989, candidato a diputado por el distrito 49, Curacautín, Galvarino, Lautaro, Lonquimay, Melipeuco, Perquenco, Victoria y Vilcún[9]

### Elecciones parlamentarias de 1993
- Elecciones parlamentarias de 1993, candidato a diputado por el distrito 49, Curacautín, Galvarino, Lautaro, Lonquimay, Melipeuco, Perquenco, Victoria y Vilcún[10]

### Elecciones parlamentarias de 1997
- Elecciones Parlamentarias de 1997, candidato a diputado por el distrito 49, Curacautín, Galvarino, Lautaro, Lonquimay, Melipeuco, Perquenco, Victoria y Vilcún[11]

### Elecciones parlamentarias de 2001
- Elecciones parlamentarias de 2001, candidato a diputado por el distrito 49, Curacautín, Galvarino, Lautaro, Lonquimay, Melipeuco, Perquenco, Victoria y Vilcún[12]